# 蕭泰
蕭泰（518年—568年），字世怡，南兰陵郡兰陵县（今江苏省常州市武进区）人，追尊梁文帝萧顺之之孙，使持节、散骑常侍、都督荆湘雍梁益宁南北秦八州诸军事、骠骑大将军、开府仪同三司、荆州刺史、鄱阳忠烈王萧恢之子，南梁宗室、官员。

## 生平
幼年聪明、通晓经史。535年（大同元年），封丰城县侯。任給事中，转任太子洗馬。入殿省宿直，为太子中舎人。出为持節、仁威将軍、譙州刺史。侯景之乱起，548年（太清二年）萧泰逃亡江陵。梁元帝以他为侍中。侯景乱平，兼太宰、太常卿。553年（承聖二年），为使持節、平西将軍、臨川郡内史。陸納据守湘川阻断交通，蕭泰转任平南将軍、桂陽郡内史。没有到达桂陽郡，西魏于謹攻陷江陵，蕭泰随兄蕭脩到郢州。蕭脩去世，蕭泰为郢州刺史。湘州刺史王琳率水軍襲撃，蕭泰把郢州给王琳。陳霸先掌权，召蕭泰为侍中，疑惑未赴，逃亡到北齐。担任車騎大将軍、散騎常侍，出为永州刺史。
564年（保定四年），北周宇文護東征，蕭泰听说豫州刺史王士良投降，自己也投降北周。565年（保定五年），担任使持節、驃騎大将軍、開府儀同三司，封義興郡公。567年（天和二年），任蔡州刺史。568年（天和三年），在蔡州去世，享年五十一歲。追赠并洛永三州刺史。
子蕭子宝嗣爵，隋朝为吏部侍郎，事连杨勇被杀。

## 资料来源
- 《周书》卷42 列传第34
- 《北史》卷29 列传第17
- 《文苑英華》卷948

## 外部連結
[在维基数据编辑]
 《周書·卷42》，出自令狐德棻《周書》
 《北史·卷029》，出自李延壽《北史》